# 리처드 러셀 주니어
리처드 브레바드 러셀 주니어(Richard Brevard Russell Jr., 1870년 11월 2일 ~ 1971년 1월 21일)는 미국의 정치인이다.

## 학력
- 고든 주립 대학교
- 조지아 대학교 법학대학원

## 경력
- 1921.06 ~ 1931.06 제106·107·108·109·110대 조지아 배로 카운티 선거구 하원의원
- 1927.06 ~ 1931.06 제73대 조지아 하원의장
- 1931.06 ~ 1933.01 제66대 조지아 주지사
- 1933.01 ~ 1971.01 제72~92대 미국 조지아 연방상원의원
- 1951.01 ~ 1953.01 미국 상원 국방위원회 위원장
- 1955.01 ~ 1969.01 미국 상원 국방위원회 위원장
- 1969.01 ~ 1971.01 미국 상원 세출위원회 위원장
- 1969.01 ~ 1971.01 제91·92대 미국 상원 임시 의장

## 역대 선거 결과
| 선거명        | 직책명                               | 대수  | 정당   | 득표율  | 득표수    | 결과 | 당락                   |
| ------------- | ------------------------------------ | ----- | ------ | ------- | --------- | ---- | ---------------------- |
| 1920년 선거   | 하원의원 (조지아 배로 카운티 선거구) | 106대 | 민주당 | 0%      | 표        | 1위  | 조지아 주의원 당선     |
| 1922년 선거   | 하원의원 (조지아 배로 카운티 선거구) | 107대 | 민주당 | 0%      | 표        | 1위  | 조지아 주의원 당선     |
| 1924년 선거   | 하원의원 (조지아 배로 카운티 선거구) | 108대 | 민주당 | 0%      | 표        | 1위  | 조지아 주의원 당선     |
| 1926년 선거   | 하원의원 (조지아 배로 카운티 선거구) | 109대 | 민주당 | 0%      | 표        | 1위  | 조지아 주의원 당선     |
| 1928년 선거   | 하원의원 (조지아 배로 카운티 선거구) | 110대 | 민주당 | 0%      | 표        | 1위  | 조지아 주의원 당선     |
| 1930년 선거   | 조지아주의 주지사                    | 66대  | 민주당 | 100.00% | 56,462표  | 1위  | 조지아 주지사 당선     |
| 1932년 재선거 | 상원의원 (조지아 제2부)              | 72대  | 민주당 | 100.00% | 244,031표 | 1위  | 조지아주 상원의원 당선 |
| 1936년 선거   | 상원의원 (조지아 제2부)              | 75대  | 민주당 | 100.00% | 258,468표 | 1위  | 조지아주 상원의원 당선 |
| 1942년 선거   | 상원의원 (조지아 제2부)              | 78대  | 민주당 | 96.94%  | 59,870표  | 1위  | 조지아주 상원의원 당선 |
| 1948년 선거   | 상원의원 (조지아 제2부)              | 81대  | 민주당 | 99.89%  | 362,104표 | 1위  | 조지아주 상원의원 당선 |
| 1954년 선거   | 상원의원 (조지아 제2부)              | 84대  | 민주당 | 99.99%  | 333,917표 | 1위  | 조지아주 상원의원 당선 |
| 1960년 선거   | 상원의원 (조지아 제2부)              | 87대  | 민주당 | 99.94%  | 576,140표 | 1위  | 조지아주 상원의원 당선 |
| 1966년 선거   | 상원의원 (조지아 제2부)              | 90대  | 민주당 | 99.95%  | 631,002표 | 1위  | 조지아주 상원의원 당선 |